# Dnata
Dubai National Air Transport Association (Arabic: دناتا) (conosciuta come dnata), è una multinazionale che opera nel settore dei servizi al trasporto aereo, occupandosi di handling, catering, trasporto merci e di agenzia viaggi.
A pari merito con il concorrente Menzies (entrambe si fermano a 1.5 miliardi di euro di ricavi), è il secondo leader mondiale nel settore handling, subito dietro Swissport (con 2.7 miliardi di euro di ricavi).

## Storia
dnata nasce a Dubai nel gennaio 1959 con il nome di  Dubai National Air Travel Agency, in seguito alla decisione delle autorità di Dubai di nazionalizzare la vendita dei biglietti aerei, fino ad allora distribuiti da diversi commercianti all'interno dei suq del paese, che molto spesso non erano a conoscenza di orari e programmazione oraria dei voli e che quindi costringevano la clientela a girare diversi negozi prima di acquistare il biglietto: il primo punto vendita fu aperto a Bur Dubai, con all'interno due dipendenti.
Successivamente, la società si aprì anche ai servizi di assistenza a terra per passeggeri e aeromobili, nonché al business cargo all'interno del Dubai International Airport, tanto da variare la denominazione in Dubai National Air Transport Association.
Dagli anni settanta inizia la sua espansione a livello mondiale, fino ad arrivare al 1985 quando entra a far parte di Emirates, fornendo il personale ed i sistemi per le prenotazioni e per il controllo delle partenze, curando, infine, la parte ICT: vista la mole di attività svolte al Dubai International Airport, in totale monopolio e quindi unico interlocutore per tutti i vettori in arrivo ed in partenza, fu definita la compagnia aerea senza aerei.

## Dati
È attiva in 131 aeroporti, sparsi in 83 Stati, servendo 402 compagnie aeree con una forza lavoro di 38.000 dipendenti.

## Italia
dnata in Italia è presente in 22 aeroporti, tra cui Milano-Malpensa e Milano Linate dove ha acquisito il 70% di Airport Handling (che ha ricevuto le attività della precedente Sea Handling). È inoltre presente all'Aeroporto di Pisa-San Giusto come unico gestore delle operazioni di Catering di bordo. E presente come servizi di catering all'Aeroporto di Venezia Marco Polo